# Volta a la Comunitat Valenciana Fèmines
La Volta a la Comunitat Valenciana Femenina (oficialment: Volta a la Comunitat Valenciana Fèmines o Volta CV Fèmines) és una carrera professional femenina de ciclisme en ruta d'un dia que es disputa anualment a la Comunitat Valenciana. És la versió femenina de la carrera del mateix nom.
La primera edició es va córrer l'any 2019 com a part del Calendari UCI Femení sota la categoria 1.2. Un any després, la prova va ascendir a la categoria 1.1.

## Palmarès
| Any  | Vencedor          | Segon             | Tercer                |
| ---- | ----------------- | ----------------- | --------------------- |
| 2019 | Lotte Kopecky     | Alice Barnes      | Nguyễn Thị Thật       |
| 2020 | Marta Bastianelli | Barbara Guarischi | Teniel Campbell       |
| 2021 | Chiara Consonni   | Barbara Guarischi | Elodie Le Bail        |
| 2022 | Marta Bastianelli | Ilaria Sanguineti | Kathrin Schweinberger |
| 2023 | Floortje Mackaij  | Liane Lippert     | Nikola Nosková        |
| 2024 | Cédrine Kerbaol   | Marit Raaijmakers | Federica Piergiovanni |
| 2025 | Linda Zanetti     | Jelena Erić       | Daria Pikulik         |